# ヴェイユ法
人工妊娠中絶に関する1975年1月17日付法律第75-17号 (通称「ヴェイユ法」)とは、フランスにおける人工妊娠中絶の合法化の枠組みを定めた法律である。ジスカール・デスタン大統領時代に厚生大臣を務めたシモーヌ・ヴェイユが法案を起草し、1974年11月26日に国民議会に提出。3日間にわたる討論で反対派から猛烈な非難を受けながらも可決にこぎつけ、中絶の合法化に至った。

## 経緯
フランスでは人工妊娠中絶の合法化に至るまでに紆余曲折があった。
もともと1810年の刑法典317条により中絶は堕胎罪として処罰を受ける非合法行為であったが、20世紀に入ってからもさらに「人工妊娠中絶および避妊プロパガンダに関する1920年7月31日付法律」により、中絶や避妊はもちろん、これらに関する情報提供すら非合法とされた。
当時、不衛生な環境で非合法に堕胎を行う女性らは婉曲に "faiseuse d'anges (天使を作る女)" と呼ばれていた。

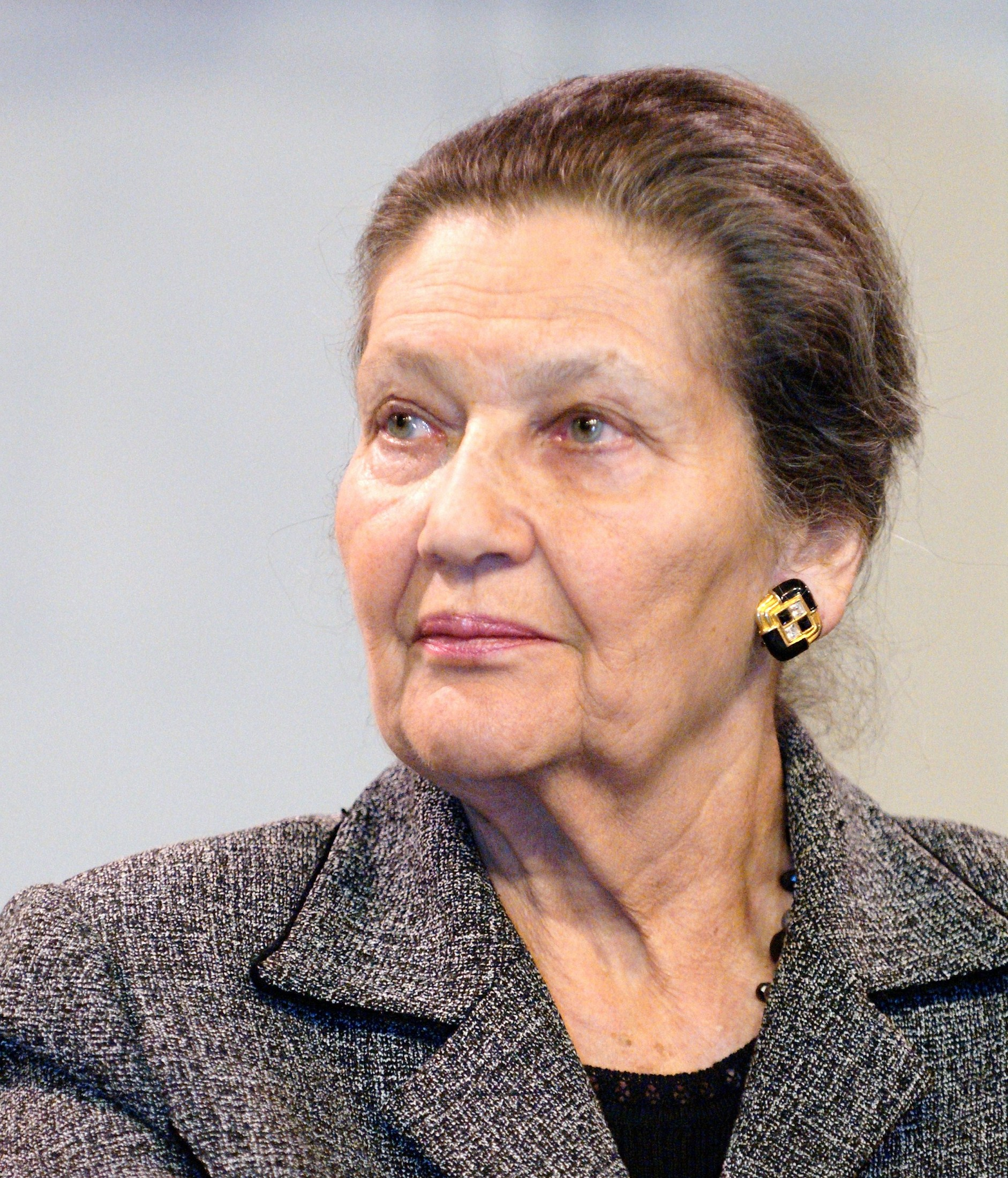
シモーヌ・ヴェイユ (2008年)

1967年12月19日、国民議会で避妊薬（特に経口避妊薬）の使用を合法化する「ヌーヴィルト法」が成立し、1920年7月31日付法律が修正された。「ヌーヴィルト法」は法案を提出し、後に「経口避妊薬の父」と呼ばれることになったリュシアン・ヌーヴィルト議員に因む名称である。
1970年代の女性解放運動 (MLF)の高まりのなかで、1971年、避妊手段と人工妊娠中絶の自由化を求める「343人のマニフェスト」が発表された。シモーヌ・ド・ボーヴォワール、ジゼル・アリミ、イヴェット・ルーディ、カトリーヌ・ドヌーヴ、マルグリット・デュラス、フランソワーズ・サガン、モニック・ウィティッグ、ジャンヌ・モローら著名人を含む「私は中絶手術を受けた」と公言する「勇気のあるフランス人女性343人」がこれに署名した。マニフェストを起草したのはシモーヌ・ド・ボーヴォワールである。
フランスでは年間100万人の女性が中絶手術を受けている。中絶手術は医療体制の下で行われる場合はさほど困難を伴わないが、実際には、非合法行為であるという理由から非常に危険な状況で行われている。この100万人の女性たちについては誰もが沈黙を守っている。私はここに宣言する、私もその一人であり、中絶手術を受けたと。そして、我々は要求する、避妊手段および中絶手術の自由化を。
同年、ボーヴォワール、ジゼル・アリミらが中絶手術を受けたことで起訴された女性たちを守るために「女性のために選択する (Choisir la cause des femmes)」(通称「選択権」)を立ち上げた。
1972年、友人に強姦され妊娠した当時16歳の女子学生マリー＝クレールが非合法の中絶を受けたとして母親、医師らとともに起訴された事件（ボビニー裁判）があり、弁護士ジゼル・アリミは「343人のマニフェスト」の支援を受け、中絶を禁止している法律自体が不当であると主張して無罪を獲得した。
1973年、妊娠中絶の合法化に賛同する「医師331人のマニフェスト」が発表された。
一方で、既に母体救命のための中絶手術は公認されていたが、これを拡大し、強姦による妊娠や胎児の状態を理由とする中絶にも適用しようとした1970年のペイレ法案は成立に至らなかった。

## 国民議会での討論
1974年11月26日、シモーヌ・ヴェイユは次のように訴えた。
私は心底、確信している。人工妊娠中絶は今後も例外的なもの、出口のない状況における最後の手段でなければならないと。しかし、このように例外的な性質を失うことなく、また社会が中絶を助長することなく、しかもこれを許容するためにはどうしたらいいのか。私はまず、ほとんど男性ばかりのこの国民議会において、女性としての私の信念を伝えることをお許しいただきたい。自ら進んで中絶手術を受けようなどと思う女性は一人もいない。女性たちの話を聞くと、それがよくわかる。中絶とは常に深刻な事態であり、それは今後も変わらない。だからこそ、今日、提出する法案により、このような既成事実となった状況を検討しなければならないのであり、これが人工妊娠中絶の可能性を開くとしたら、それは中絶に関する枠組みを定め、女性たちに中絶を思いとどまらせるためである。
3日にわたる討論で74人の議員が演壇に立った。
反対派のなかでもジャン・フォワイエ元法務大臣は、「ご存知のように、既に資本家らが死の産業に投資したくてうずうずしている。遠からず、フランスで死児が積み重なるアボルトワール（「中絶手術を行う施設」の蔑称）、否、アバトワール（屠殺場）が誕生することになるだろう」と激しく攻撃した。
ミシェル・ドブレ元首相は、人口減少による経済への影響を指摘したが、エレーヌ・ミソフ議員は、後に反対のための反対にすぎなかったと回想している。
医師会からは、中絶を自由化すれば、「胎児を使った実験の準備をすることになり、障害者、難病患者、高齢者の排除、人種優生政策にすらつながりかねない」という趣旨の手紙が届いた。
挙句は、シモーヌ・ヴェイユがアウシュヴィッツ強制収容所からの生還者であることも忘れて、胎児を「（強制収容所の）死体焼却炉に投げ込むようなものだ」と心ない暴言を吐く議員すらいた。シモーヌ・ヴェイユは涙を流し、その夜、一晩中泣き続けたという。
一方、「経口避妊薬の父」リュシアン・ヌーヴィルト議員はこうした「圧倒的かつ何百年も変わらない男のエゴイズム」を非難した。
また、バチカンがこの法案を厳しく非難していたにもかかわらず、非常に敬虔なカトリック教徒のウジェーヌ・クロディウス＝プティ議員は、「中絶につながるすべての行為に反対するが、この法案には賛成する」とし、拍手喝采を受けた。
1974年11月29日早朝、賛成284票、反対189票で法案は可決された。
1975年1月17日に、フランスでは人工妊娠中絶は合法化された。これはカトリック主要国で初であった。

## ヴェイユ法の枠組み
ヴェイユ法の成立により、人工妊娠中絶は、妊娠12週以内であれば、1) 当人の自由な意思により、2) 専門家がこれを許可し、かつ、3) 他に手段がない場合に限って許可されることになった。
また、胎児に重度の奇形がある場合、母体の生命に危険を及ぼすおそれがある場合は、妊娠12週を過ぎても随時、中絶手術を受けることができるが、一方で、中絶手術の危険性に関する患者への情報提供が義務付けられた。

## その後
以下は「人工妊娠中絶 ― フランスにおける中絶権に関する主な出来事 (IVG: Les grandes dates du droit à l’avortement en France)」による。
- 1979年、5年間の時限立法であったヴェイユ法が恒久的に制定された。
- 1982年、ルーディ法（フランス語版）の成立により、人工妊娠中絶が保険適用となった（社会保障による払い戻しを受けることができる）。
- 1990年、医療機関での薬剤による人工妊娠中絶が許可された。
- 1993年1月、人工妊娠中絶妨害罪を定めたネイエルツ法が成立した。これは依然として根強い反対派の妨害活動を阻止するためである（最近では、誤情報を流すことで中絶を思いとどまらせようとする極右のサイトなどもあるため、2017年2月にこれを強化し、2年の禁錮刑および3万ユーロの罰金が課されることになった[17]）。
- 1999年、緊急避妊薬 (モーニングアフターピル) が市販され、2002年からは未成年者に無償で配布されることになった。
- 2001年7月、未成年者が親の許可なく中絶手術を受けることができるようになった。ただし、成人の同伴が必要である。
- 2004年、薬局での人工妊娠中絶薬の販売が許可された。
- 2013年3月、未成年者を含むすべての女性に対して全額保険適用となり、さらに、15歳から18歳までの女性は避妊薬を無償で入手できるようになった。

1976 年から2011年までの人工妊娠中絶の件数はほぼ一定しており、年間約20万人である。